# Митровданска офанзива 1992.
Митровданска офанзива 1992. или Прва митровданска офанзива (хрв. Operacija Bura) био је здружени напад снага Хрватског вијећа одбране и Армије Републике Босне и Херцеговине потпомогнутих јединицама Војске Републике Хрватске, као и разним паравојним формацијама и муџахединским борцима на подручје које су држале невесињска и дијелом билећка бригада Херцеговачког корпуса Војске Републике Српске.

## Околности и циљеви напада
Након протјеривања српског народа из долине Неретве у операцији Чагаљ, здружене хрватско-муслиманске снаге испланирале су снажан напад на положаје невесињске бригаде чиме би отворили даљи пут ка освајању читаве Херцеговине.
Главни циљ нападача, хрватско-муслиманских снага, са средиштем у Мостару, био је да се снаге Војске Републике Српске помакну са доминантних кота и планинских масива Прења, а прије свега, Вележа и Хргуда, са којих су у потпуности војно и комуникацијски контролисале долину ријеке Неретве. Исто тако, за главни циљ би се, на основу конфигурације терена, могло узети и становиште да ће пробојем прве линије и форсирањем Невесиња, каснијим наставком акције, у мањим или већим временским интервалима, бити угрожена читава територија општина источне Херцеговине. Овим би било извршено и етничко чишћење, тј. промјена етничке структуре, гдје би већина српског становништва вјероватно била протјерана за Црну Гору и Србију. Евентуалним освајањем подручја источне Херцеговине хрватско-муслимански нападач би остварио предуслов за деблокаду горажданског подручја и концентрични напад на Сарајевско-романијски корпус ВРС.
Припремана акција од стране нападача, у складу са обимом, и очекиваним резултатима, сматрана је монументалном и у потпуности је на херцеговачком ратишту требало да промијени однос снага. Замишљени резултат ове акције требало је да буде и јак аргумент у преговорима на међународном нивоу за БиХ, тј. за дио који је разматрао разграничење на подручју Херцеговине.
Оптимистичне најаве су говориле о продору на границе СР Југославије.

## Јединице које су учествовале у борби
Нападачке снаге на главном правцу напада претходно су извршиле реорганизацију и груписање за нападна дејства. У књизи Зорана Јањића о Невесињској бригади ВРС која обрађује и Митровданску офанзиву наводе се сљедеће групације нападача:
- борбена група из састава 2. бригаде ХВО са дијелом јединица 1. мостарске бригаде имала је задатак да заузме објекат Шиповац, а потом, у садејству са јединицама које ће нападати из правца Фортице, да заузме објекте Света гора и Мерџан глава;
- двије борбене групе из састава З. бригаде ХВО имале су задатак да се убаце у дубину одбране 2. батаљона Невесињске бригаде и из правца села Велики Бањдол нападну хаубичку батерију у рејону села Мали Бањдол и јединице батаљона у селима Смајкићи и Патковићи;
- Трећа бригада ХВО са једном јединицом од 70 бораца из састава 1. мостарске бригаде имала је задатак да нападне 4. чету З. батаљона Невесињске бригаде на Равницама и да се у рејону Бањдола споји са групама које нападају из позадине;
- једна диверзантска група имала је задатак да се убаци у дубину борбеног распореда бригаде и у рејону Бишине заруши пут ка Невесињу.

Груписање пјешадијских јединица од Буска до коте 690 извршено је од стране 1. мостарске бригаде по сљедећем:
- прва борбена група, концентрисана у ширем рејону Благаја, имала је задатак да напада на дијелу фронта Бусак — Козјак и Чобаново поље — Гњило брдо;
- друга борбена група имала је задатак да из рејона села Горњи Врањевићи напада на дијелу фронта Кобиљача — с. Чомори — с. Камена;
- трећа борбена група имала је задатак да са јужне стране нападне јединице 4. батаљона Невесињске бригаде у селу Камена;
- четврта борбена група имала је задатак да се убаци од села Свачићи преко Баревог дола и нападне јединице у рејону села Драголос — Марићи;
- пета борбена група имала је задатак да садејствује јединицама ХВО приликом заузимања коте 690 и затим продужи напад ради заузимања села Горњи Брштаник и Шћепан Крст.

Јединице ХВО имале су зону одговорности од коте 690 до кањона Радимље, Оне су за напад биле распоређене по сљедећем:
- шеста борбена група имала је задатак да напада правцем Коташница — Доњи Брштаник — Шћепан Крст;
- седма борбена група имала је задатак да напада правцем село Доња Љубљаница — Шћепан Крст.

Груписање артиљеријских јединица је извршено тако да могу гађати све важне циљеве у зони одговорности бригаде, али и сам град Невесиње. Оклопно-механизоване јединице су запосјеле очекујуће рејоне за напад на правцима: с. Ходово — с. Доњи Брштаник — с. Шћепан Крст и Бишће — с. Драчевице — с. Чобаново поље — Невесиње.

За испомоћ снагама у Мостару ангажоване су и неке јединице Јуке Празине, а стављене су под заједничку команду ХВО и тзв. АРБиХ.
Одбрану су чиниле јединице некадашње 10. херцеговачке моторизоване бригаде, касније преименована у 8. херцеговачку моторизовану која је називана Невесињском бригадом Војске Републике Српске. Она је имала је у саставу нешто више од 4.000 људи, на преко 100 km фронта, углавном Срба из Невесиња, Мостара и осталих мјеста долине Неретве и јединицу Билећки добровољци под командом војводе Раде Радовића. Распоред бригаде је био на линији фронта формиран у 5. батаљона и мјешовити артиљеријски пук. Ако се има у виду да је дио бројног стања отпадао на јединице које нису биле у непосредном додиру са непријатељем, да је око половине људства било на одмарању код куће, процјена је да је у јединицама на првој борбеној линији у тренутку напада било око 1.500 бораца. У данима битке бригада је имала сарадњу са 2. лаком пјешадијском бригадом са Борака као и координацију са Билећком бригадом. У бици је учествовао и 7. извиђачко-диверзантски одред Херцеговачког корпуса.

## Ток борбе
У циљу развлачења снага ВРС на лијевом крилу Невесињске бригаде, у рејону одговорности Билећке бригаде (територија општина Столац и Берковићи), већ 2. новембра почела су велика дјеловања првенствено артиљерије, али и пјешадијских јединица. „Само у првом налету у јутарњим часовима другог новембра на положаје српских бранилаца у рејонима Жегуље и Банчића испаљено је на десетине пуњења вишецјевних бацача ракета или 320 разорних пројектила… Ти напади су извођени више пута, са главним правцима Бачник — Равнице, Дреновац — Велиш и Храсно — Банчићи”.
Напад је почео рано ујутру 8. новембра и био је одликован снажном артиљеријском припремом као и јуришом пјешадије. Током трајања офанзиве, преко 20.000 граната је испаљено према положајима српске војске. Баражна ватра из 500–700 артиљеријских цијеви, коју свједоци одбране најчешће описују као стравична и невјероватна, док се у документима ХВ назива „огромном топничком потпором”, трајала је непрекидно око 6 часова прије поласка пјешадије, за коју се надало да послије наведене припреме „неће имати пуно посла”.
Посебан „шпиц” удар читаве офанзиве био је усмјерен на потезу село Горњи Врањевићи — с. Камена — с. Рабина гдје је био стациониран 4. моторизовани батаљон Невесињске бригаде под командом капетана Ранка Продановића. На подручју села Врањевићи положаје су држали билећки добровољци војводе Рада Радовића, који су били у саставу 4. батаљона. Локалитет Врањевића је био јако значајан, јер се његовим форсирањем директно угрожавао положај 1. моторизованог батаљона на Брштанику и Шћепан Крсту (истовремено нападнути правцем с. Ротимља — с. Доњи Брштаник — с. Дабрица, те Хум — к. 690 — к. 707 — Шћепан Крст), као и 2. (напад правцем с. Врапчићи — Шиповац, с. Бањдол) и 3. мтб-а у рејону Подвележја и Чобановог поља (нападнута правцем с. Драчевице, Равнице, Бакрачуша). Овако замишљеним пробијањем и евентуалним развојем ситуације по жељи нападача добила би се знатно повољна стратегијско-комуникацијска основа за даље наступање према Невесињу.
Осим овог главног удара, напад је обухватао и друга подручја на мостарско-невесињском ратишту. Тако су вођене:
- Борбе у рејону одбране 2. батаљона у Подвележју;
- Борбе у рејону одбране 1. батаљона и дивизиона ПВО на Доњем Брштанику;
- Борбе у рејону одбране 3. батаљона;
- Рејон одбране 5. батаљона на Зијемљима није обухваћен непријатељским пјешадијским нападима, али је по свим положајима дејствовано артиљеријом.

Интензивна артиљеријска дејства испољена су у јутарњим часовима првог дана битке, а у току дана била су повремена и селективна.
За вријеме напада активно су дјеловале од стране нападача и припремљене диверзантске групе. Једна од њих, угрозила је и систем везе од команде према артиљеријској батерији на локацији Бањдол (рејон 2. батаљона) и тада је убијен војник Данило Лозо који је пошао, у 5 сати ујутро, 8. новембра, да успостави прекинуту везу. Он је био прва жртва овог напада. То је узбунило артиљерце и напад је одбијен.
Велике губитке на самом почетку је спријечила и апсурдна чињеница да су снаге одбране имале нешто лошију попуњеност линија усљед празновања крсне славе Митровдана. На првој линији су се ускоро почели појављивати борци који су долазили непосредно са прославе крсне славе, али и старци, жене, дјеца, „сви који су могли држати пушку” или помоћи на неки други начин. Неки рањеници су бјежали из болнице да би бранили свој град и народ.
Хрватско-муслиманске снаге тог 8. новембра на мостарско-невесињском правцу су продужиле са нападима на свим дијеловима фронта уз јака артиљеријска дејства. У Команди корпуса били су свјесни да се интензивна борбена дејства могу очекивати и наредних дана. Одбрана од дејстава непријатеља окарактерисана је у извјештајима Команде бригаде као упорна, а на неким мјестима и као одсудна, док је интензивирано дејство артиљерије по рејонима концентрације непријатељских снага и ватрених положаја артиљерије посебно, а затим и у два наредна дана умногоме су одредили крајњи резултат акције. У документима Команде Херцеговачког корпуса ВРС као посљедњи дан са фронталним пјешадијским нападом означен је 12. новембар и то у термину 10.45 — 11.20 ч. Први дан без борбених дејстава који се истовремено може сматрати крајем офанзиве је 15. новембар 1992. Једини положај који је након Митровданске битке остао у непријатељским рукама јесте објекат — кота Градина (тт 690) и он је у периоду након битке враћен без већих проблема за ХК ВРС.
Хрватско-муслиманске формације су 15. новембра, суочене са губицима и непробијањем линије на главним ударним тачкама, прешле у дефанзиву. Биле су суочене и са претпоставком да неуспјех акције може проузроковати офанзивна дејства ВРС на долину Неретве.

## Губици
Војска Републике Српске изнијела је податке о сопственим губицима. У директним борбеним дејствима погинуло је 38 војника и официра. Петнаестак дана након офанзиве у КБЦ Подгорица преминуо је, од посљедица рањавања, припадник диверзантског одреда Херцеговачког корпуса. У току припрема офанзиве и у непосредним дешавањима након ње још два војника и један цивил страдао је од непријатељске гранате у Невесињу, они се такође могу убројати у жртве. Све то укупне губитке закључује цифром 42. Теже и лакше је рањено око 200 војника и официра и пет цивила у Невесињу.
У оквиру података од 42 српска војника и официра треба рећи да је структура по припадности била сљедећа:
- из Невесињске бригаде — 34,
- из 2. лаке бригаде са Борака — 4,
- из 13. мап — 3 и
- из Извиђачко-диверзантског одреда — 1.

Највише их је погинуло првог дана битке — 21
Губици нападача ХВ, ХВО и тзв. Армије РБиХ у овој операцији и даље су, недоступни јавности. Али „ред величина” свакако се може успоставити на основу медијских извјештаја, обавјештајних сазнања ВРС и успостављања корелације међу чињеницама из доступних докумената. Радио Глас Америке у тим данима јављао је о око 500 погинулих. У листу Српска војска говори се о 550 погинулих непријатељских војника. Борачка организација Републике Српске располаже подацима од око 800 ликвидираних нападача. По документацији нападача само у 3. бригади ХВО послије офанзиве недостаје 200 војника за успјешну одбрану, а свакако је извјесно да је значајан удио у том броју и број губитака (убијени, рањени, заробљени, дезертирали) током неуспјешних офанзивних активности. Структура погинулих од којих су код нападача били истакнути појединци и официри говори о величини губитака нападача. Као командант „Постројбе за специјалне намјене Лудвиг Павловић” погинуо је пуковник Божан Шимовић, који је у тактичком распореду операције био заповједник пете борбене групе која је наступала на подручју Брштаник — Шћепан Крст. На истом потезу погинуо је и Перо Далматин, један од оснивача ХДЗ у Чапљини и учесник у илегалном наоружавању и формирању паравојних хрватских формација у Херцеговини, те припадник командног дијела кадра хрватских формација.

## Посљедице
Војска Републике Српске је остварила значајну побједу задржавши положаје с почетка напада. Било је ово кључно дефанзивно борбено искушење које је осим тактичких предности и стабилности донијело самопоуздање одбране на југу Републике српске. Ово је, такође, била једна од посљедњих заједничких акција хрватских и муслиманских снага на овим просторима јер су почетком 1993. почели отворени сукоби који су уз мање прекиде трајали до краја рата. Мостарско-невесињско ратиште је остало једно од карактеристичнијих ратишта у Одбрамбено-отаџбинском рату. Сталне тензије су ескалирале новим жестоким нападом Армије Републике Босне и Херцеговине, тачно двије године касније, познатим као Друга митровданска офанзива.

## Насљеђе
Предсједник Републике Српске Радован Караџић упутио је у Невесиње непосредно након битке, изасланика највишег ранга, Николу Кољевића, за подршку и координацију евентуалних даљих радњи у одбрани Херцеговине. Командант Главног штаба ВРС, генерал Ратко Младић, лично је ступио у контакт са командантом бригаде и упутио му подршку за одбрану Невесиња и Херцеговине. Бригада је похваљена и од стране Команде Херцеговачког корпуса, на чијем је челу био генерал Радован Грубач.
Невесињска бригада је 28. јуна 1993. године од стране предсједника Републике Српске одликована Орденом Немањића, као прва од јединица Војске Републике Српске.
Као успомена на одбрану општине и Херцеговине, општина Невесиње Митровдан прославља као крсну славу и дан општине. Ова битка је утицала и на одлуку Борачке организације Републике Српске да узме Митровдан за своју крсну славу. Управо због успјешне организације одбране и значаја побједе на 8. новембар Невесињска бригада ВРС касније је добила званичан назив 8. моторизована бригада.
Општина Невесиње је за успјешну одбрану одликована Орденом Републике Српске, тачније, била је први носилац овог признања.
Митровданска офанзива је опјевана у многим пјесмама и причама различитих аутора и извођача.